# Ptyodactylus oudrii
Ptyodactylus oudrii är en ödleart som beskrevs av  Fernand Lataste 1880. Ptyodactylus oudrii ingår i släktet Ptyodactylus och familjen geckoödlor. IUCN kategoriserar arten globalt som livskraftig. Inga underarter finns listade i Catalogue of Life.